# Aenictus
Genre
Aenictus est un genre de fourmis, appartenant à la sous-famille des Dorylinae.

## Synonymes
Ce genre est synonyme de Paraenictus (Wheeler, 1929) et Typhlatta (F. Smith, 1857).

## Répartition
Les espèces de ce genre sont présentes dans les zones tropicales de l'Ancien monde (Afrique, Asie), mais aussi en Australie, en Grèce et en Arménie.

## Comportement et cycle de vie
Les fourmis de ce genre vivent en colonies nombreuses : plus de 100 000 pour Aenictus currax en Nouvelle-Guinée, de 60 000 à 100 000 pour Aenictus laeviceps aux Philippines.
C'est un genre nomade : les colonies peuvent migrer plusieurs fois par jour à certaines périodes.

## Liste d'espèces
Selon ITIS:
| - Aenictus abeillei (Andre, 1886) - Aenictus alluaudi Santschi, 1910 - Aenictus alticola Wheeler et Chapman, 1930 - Aenictus ambiguus Shuckard, 1840 - Aenictus anceps Forel, 1910 - Aenictus annae Forel, 1911 - Aenictus aratus Forel, 1900 - Aenictus artipus Wilson, 1964 - Aenictus arya Forel, 1901 - Aenictus asantei Campione, Novak et Gotwald, 1983 - Aenictus asperivalvus Santschi, 1919 - Aenictus bakeri Menozzi, 1925 - Aenictus bayoni Menozzi, 1933 - Aenictus binghami Forel, 1900 - Aenictus biroi Forel, 1907 - Aenictus bottegoi Emery, 1899 - Aenictus brazzai Santschi, 1910 - Aenictus brevicornis (Mayr, 1879) - Aenictus buttelreepeni Forel, 1913 - Aenictus buttgenbachi Forel, 1913 - Aenictus camposi Wheeler et Chapman, 1925 - Aenictus certus Westwood, 1842 - Aenictus ceylonicus (Mayr, 1866) - Aenictus chapmani Wilson, 1964 - Aenictus clavatus Forel, 1901 - Aenictus clavitibia Forel, 1901 - Aenictus congolensis Santschi, 1911 - Aenictus cornutus Forel, 1900 - Aenictus crucifer Santschi, 1914 - Aenictus currax Emery, 1900 - Aenictus decolor (Mayr, 1879) - Aenictus dentatus Forel, 1911 - Aenictus dlusskyi Arnol'di, 1968 - Aenictus doryloides Wilson, 1964 - Aenictus eugenii Emery, 1895 - Aenictus exilis Wilson, 1964 - Aenictus feae Emery, 1889 - Aenictus fergusoni Forel, 1901 - Aenictus foreli Santschi, 1919 - Aenictus furculatus Santschi, 1919 - Aenictus furibundus Arnold, 1959 - Aenictus fuscipennis Forel, 1913 - Aenictus fuscovarius Gerstaecker, 1859 - Aenictus gibbosus Dalla Torre, 1893 - Aenictus gleadowii Forel, 1901 - Aenictus gracilis Emery, 1893 - Aenictus grandis Bingham, 1903 | - Aenictus hamifer Emery, 1896 - Aenictus hilli Clark, 1928 - Aenictus hottai Terayama et Yamane, 1989 - Aenictus humeralis Santschi, 1910 - Aenictus huonicus Wilson, 1964 - Aenictus icarus Forel, 1911 - Aenictus idoneus Menozzi, 1928 - Aenictus inconspicuus Westwood, 1843 - Aenictus jacobsoni Forel, 1909 - Aenictus javanus Emery, 1896 - Aenictus laeviceps (Smith, 1857) - Aenictus latifemoratus Terayama et Yamane, 1989 - Aenictus latiscapus Forel, 1901 - Aenictus leliepvrei Bernard, 1953 - Aenictus lifuiae Terayama, 1984 - Aenictus longi Forel, 1901 - Aenictus luteus Emery, 1892 - Aenictus luzoni Wheeler et Chapman, 1925 - Aenictus mariae Emery, 1895 - Aenictus maroccanus Santschi, 1926 - Aenictus mauritanicus Santschi, 1910 - Aenictus mentu Weber, 1942 - Aenictus minutulus Terayama et Yamane, 1989 - Aenictus mocsaryi Emery, 1901 - Aenictus moebii Emery, 1895 - Aenictus mutatus Santschi, 1913 - Aenictus nganduensis Wilson, 1964 - Aenictus obscurus Smith, 1865 - Aenictus pachycerus (Smith, 1858) - Aenictus peguensis Emery, 1895 - Aenictus pharoa Santschi, 1924 - Aenictus philiporum Wilson, 1964 - Aenictus philippinensis Chapman, 1963 - Aenictus piercei Wheeler et Chapman, 1930 - Aenictus porizonoides Walker, 1860 - Aenictus powersi Wheeler et Chapman, 1930 - Aenictus pubescens Smith, 1859 - Aenictus punctiventris Emery, 1901 - Aenictus punensis Forel, 1901 | - Aenictus rabori Chapman, 1963 - Aenictus raptor Forel, 1913 - Aenictus reyesi Chapman, 1963 - Aenictus rhodiensis Menozzi, 1936 - Aenictus rixator Forel, 1901 - Aenictus rotundatus Mayr, 1901 - Aenictus rougieri Andre, 1893 - Aenictus sagei Forel, 1901 - Aenictus schneirlai Wilson, 1964 - Aenictus shuckardi Forel, 1901 - Aenictus silvestrii Wheeler, 1929 - Aenictus soudanicus Santschi, 1910 - Aenictus spathifer Santschi, 1928 - Aenictus steindachneri Mayr, 1901 - Aenictus sumatrensis Forel, 1913 - Aenictus togoensis Santschi, 1915 - Aenictus trigonus Forel, 1911 - Aenictus vagans Santschi, 1924 - Aenictus vaucheri Emery, 1915 - Aenictus villiersi Bernard, 1953 - Aenictus weissi Santschi, 1910 - Aenictus westwoodi Forel, 1901 - Aenictus wroughtonii Forel, 1890 |